# Baeocera fortis
Baeocera fortis – gatunek chrząszcza z rodziny kusakowatych, podrodziny łodzikowatych i plemienia Scaphisomatini.
Gatunek ten opisany został w 2012 roku przez Ivana Löbla na podstawie pojedynczego okazu samca.
Chrząszcz o ciele długości 1,95 mm, ubarwionym rudobrązowo. Czułki o członie jedenastym około trzykrotnie dłuższym niż szerszym i nieco dłuższym od dziesiątego. Boczne części zapiersia, z wyjątkiem punktów położonych za środkowymi biodrami, bardzo delikatnie punktowane. Grube punkty występują wzdłuż krawędzi wyrostka międzybiodrowego zapiersia. Hypomeron bardzo delikatnie lub wcale niepunktowany. Rowek przyszwowy pokryw zaczyna się u ich podstawy, zakrzywia się wzdłuż krawędzi nasadowej i sięgając boków pokryw formuje pełny rządek bazalny, łączący się z rzędami bocznymi. Samiec ma silnie zesklerotyzowany edeagus długości 0,97 mm, silnie rozszerzony pierwszy i bardzo słabo rozszerzony trzeci człon stopy odnóży przednich oraz szeroko łukowatą tylną krawędź szóstego wentrytu odwłoka.
Owad znany z filipińskiej wyspy Luzon, z prowincji Laguna.